# Trịnh Tạc
Dans ce nom vietnamien, le nom de famille, Trịnh, précède le nom personnel Tạc.
 (octobre 2018).
Si vous disposez d'ouvrages ou d'articles de référence ou si vous connaissez des sites web de qualité traitant du thème abordé ici, merci de compléter l'article en donnant les références utiles à sa vérifiabilité et en les liant à la section « Notes et références ».
Trịnh Tạc (11 avril 1606 - 24 septembre 1682), connu également sous le nom du prince Tay Dinh (vietnamien : Tây Định Vương), est le maire du palais du Đại Việt (ancêtre du Viêt Nam) de la dynastie Lê et chef de la famille des Trịnh. Il règne de 1657 à 1682.

## Empereurs
- Lê Thần Tông
- Lê Huyền Tông
- Lê Gia Tông
- Lê Hy Tông